# Honda L700
La Honda L700 è una vettura station wagon che rientra nella categoria di auto chiamate kei car, prodotta dalla casa automobilistica giapponese Honda a partire dal 1965 al 1967.

## Descrizione
La L700 condivideva la meccanica della roadster S600 e utilizzava una versione depotenziata dello stesso motore a quattro cilindri in linea, un 687 cc bialbero da 52 CC (39 kW) con due carburatori a doppio. Era disponibile solo una trasmissione manuale a quattro velocità. La sospensione anteriore era indipendente di tipo MacPherson mentre la parte posteriore era ad assale rigido con molle a balestra. Furono costruiti due modelli: il LA700 versione base e l'LM700 meglio equipaggiato. Una terza versione chiamata Honda P700 era variante a camioncino, con un vano di carico separato e una cabina situata dietro il cofano anteriore, utilizzando la stessa meccanica e piattaforma della L700 con motore anteriore e trazione posteriore. 
La L700 fu sostituita nel 1966 dalla L800. Fondamentalmente era un L700 con un motore più grosso 
da 791 cc con 58 CV (43 kW). Il motore proveniva dalla roadster S800 ma utilizzava un solo carburatore. L'L800 fu presentato al Salone di Tokyo nel 1966.